# Кемпбелл (Техас)
Кемпбелл (англ. Campbell) — місто (англ. city) в США, в окрузі Гант штату Техас. Населення — 542 особи (2020).

## Географія
Кемпбелл розташований за координатами 33°8′48″ пн. ш. 95°57′18″ зх. д. / 33.14667° пн. ш. 95.95500° зх. д. (33.146613, -95.955079).  За даними Бюро перепису населення США в 2010 році місто мало площу 4,16 км², з яких 4,14 км² — суходіл та 0,02 км² — водойми. В 2017 році площа становила 3,47 км², з яких 3,45 км² — суходіл та 0,02 км² — водойми.

## Демографія
Згідно з переписом 2010 року, у місті мешкало 638 осіб у 263 домогосподарствах у складі 189 родин. Густота населення становила 153 особи/км².  Було 292 помешкання (70/км²).
Расовий склад населення:
| - 90,8 % — білих - 2,2 % — чорних або афроамериканців - 1,4 % — корінних американців - 3,0 % — осіб інших рас |

До двох чи більше рас належало 2,7 %. Частка іспаномовних становила 6,0 % від усіх жителів.
За віковим діапазоном населення розподілялося таким чином: 19,3 % — особи молодші 18 років, 59,9 % — особи у віці 18—64 років, 20,8 % — особи у віці 65 років та старші. Медіана віку мешканця становила 44,3 року. На 100 осіб жіночої статі у місті припадало 89,9 чоловіків;  на 100 жінок у віці від 18 років та старших — 89,3 чоловіків також старших 18 років.
Середній дохід на одне домашнє господарство  становив 56 958 доларів США (медіана — 46 750), а середній дохід на одну сім'ю — 64 837 доларів (медіана — 58 523). Медіана доходів становила 53 194 долари для чоловіків та 40 417 доларів для жінок. За межею бідності перебувало 10,7 % осіб, у тому числі 12,0 % дітей у віці до 18 років та 6,7 % осіб у віці 65 років та старших.
Цивільне працевлаштоване населення становило 197 осіб. Основні галузі зайнятості: освіта, охорона здоров'я та соціальна допомога — 21,8 %, транспорт — 18,8 %, виробництво — 16,8 %.